# Ільмень (Воронезька область)
Ільмень (рос. Ильмень) — село у Поворинському районі Воронезької області Російської Федерації.
Населення становить 390 осіб (2010). Входить до складу муніципального утворення Мазурське сільське поселення.

## Історія
Населений пункт розташований на межі українських історичних регіонів Східна Слобожанщина та Жовтий Клин.
Від 1946 року належить до Поворинського району.
Згідно із законом від 15 жовтня 2004 року входить до складу муніципального утворення Мазурське сільське поселення.

## Населення
| 2010 |
| ---- |
| 390  |